# Honda XL 125 V Varadero

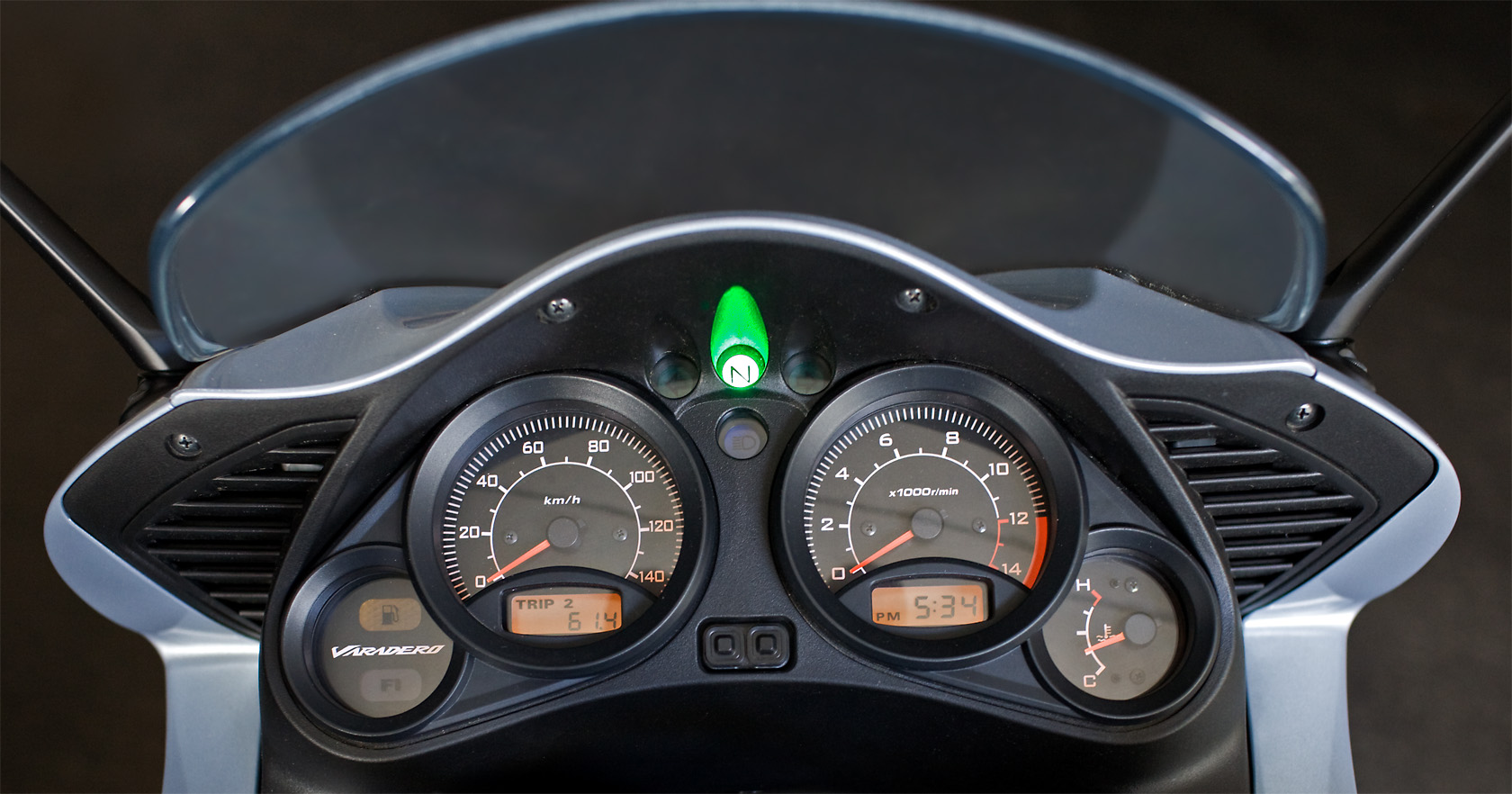
Cockpit Varadero 125 (Modell 2007)

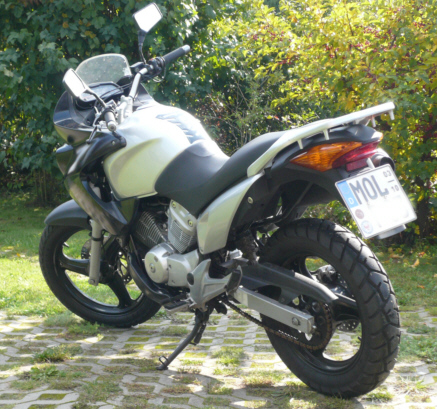
Varadero 125 (Modell 2001)

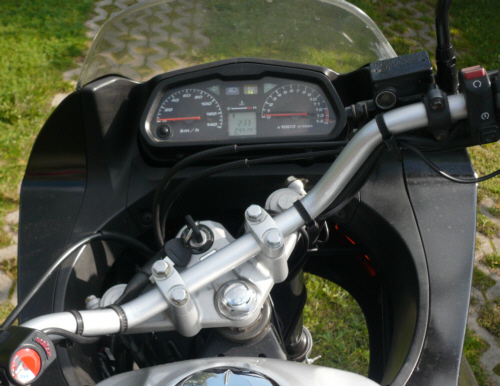
Cockpit Varadero 125 (Modell 2001)

Die XL 125 V Varadero war ein Motorradmodell von Honda. Sie galt als die kleine Schwester der XL 1000 V Varadero und wurde ebenso wie diese in Barcelona, in der spanischen Honda-Produktionsstätte Montesa gebaut.

## Technik
Angetrieben wird das Motorrad von einem wassergekühlten 90°-Zweizylinder-V-Motor mit entweder zwei Vergasern (BJ 2001/-07) oder einer elektronischen Benzineinspritzung und geregeltem Katalysator (BJ 2007/-13), der 15 PS bei 11.000/min leistet. Der Motor erfüllt die Abgasnorm EURO 1(Vergaser)/3(Einspritzung). Damit ist das Motorrad eines der wenigen 125ccm-Motorräder mit einem 2-Zylinder-Motor, welcher aufgrund seines relativ hohen Gewichts kaum noch eingesetzt wird. Durch seine 2 Zylinder ist er allerdings einer der robustesten und langlebigsten 125ccm Motoren.
Ab 2007 erhielt die Cockpitverkleidung ein neues Design, die Außenspiegel wurden an der Verkleidung und nicht mehr am Lenker befestigt und die Instrumente wurden neu gestaltet. Die Höchstgeschwindigkeit beträgt 110 km/h bei der maximalen Drehzahl von 12.000/min. Der 17-Liter-Tank (inklusive 2,7 Liter Reserve, beim 2001er Modell 2 Liter) ermöglicht der Honda Varadero 125 eine Reichweite bis über 400 km. Der Verbrauch liegt je nach Fahrweise zwischen drei und vier Liter auf 100 Kilometer.
Die Varadero hat relativ lange Federwege von vorn 132 mm und hinten 150 mm sowie eine Bodenfreiheit von 190 mm. Damit eignet sie sich besonders gut für größere Menschen.
Die Vorspannung des hinteren Zentralfederbeins lässt sich in sieben Stufen einstellen.

## Ausstattung
Das Cockpit des 2001er Modells ist mit einem Tacho, Drehzahlmesser, einer Blinker-, Fern- sowie einer Leerlaufkontrolllampe, digitalen, in Balken dargestellten Wassertemperaturanzeige, 12-Stunden-Uhr und einem Kilometer- sowie Tageskilometerzähler ausgestattet. Das Motorrad wurde von 2001 bis 2007 unter der Modellnummer JC32 verkauft.
Beim 2007er Modell kam ein zweiter separater Tageskilometerzähler, eine Tankreserve- und eine Störungslampe hinzu. Die Wassertemperaturanzeige wurde in ein Rundinstrument gefasst. Außerdem gab es 2007 eine komplett neue Front inklusive neuem Scheinwerfer und Blinkern, welche nun sowohl vorne als auch hinten klare anstatt von orangen Gläsern hatten. Außerdem wurden die Heckleuchten leicht im Aussehen überarbeitet. Die 3-Speichen-Felgen wurden außerdem ab 2007 in Silber lackiert. Das Motorrad wurde von 2007 bis 2010 unter der Modellnummer JC32A verkauft, von 2010 bis 2013 als JC49.
Die Varadero 125 stellt neben der Yamaha TDR 125 die einzige Reiseenduro in der 125er-Klasse dar und wird daher vielfach als Tourenmotorrad verwendet.